# ITF Women's Circuit 1997
L'ITF Women's Circuit 1997 è stata una serie di tornei gestita dall'organo internazionale del tennis, l'ITF. Lo scopo di questi tornei è quello di permettere, in particolare alle giovani tenniste, di migliorare la loro classifica per giocare in tornei più importanti. L'ITF Women's Circuit comprende tornei che hanno montepremi che vanno dai 5 000 ai 50 000 dollari.

## Gennaio
| Settimana  | Torneo                                                                                       | Vincitrice                          | Finalista                   | Semifinaliste                    | Quarti di finale                                     |
| ---------- | -------------------------------------------------------------------------------------------- | ----------------------------------- | --------------------------- | -------------------------------- | ---------------------------------------------------- |
| 6 gennaio  | ITF Women's Circuit Delray Beach 1997 Delray Beach, USA Cemento $10,000 Singolare - Doppio   | Stephanie Mabry 6-3, 6-1            | Kristina Triska             | Elena Brjuchovec Samantha Reeves | Tara Snyder Amanda Basica Syna Schreiber Julie Huang |
| 6 gennaio  | ITF Women's Circuit Delray Beach 1997 Delray Beach, USA Cemento $10,000 Singolare - Doppio   | Cara Black Irina Seljutina 6-3, 6-3 | Brie Rippner Paige Yaroshuk | Elena Brjuchovec Samantha Reeves | Tara Snyder Amanda Basica Syna Schreiber Julie Huang |
| 13 gennaio | ITF Women's Circuit Delray Beach 2 1997 Delray Beach, USA Cemento $10,000 Singolare - Doppio |                                     |                             |                                  |                                                      |
| 13 gennaio | ITF Women's Circuit Delray Beach 2 1997 Delray Beach, USA Cemento $10,000 Singolare - Doppio |                                     |                             |                                  |                                                      |
| 13 gennaio | Ciudad de Pontevedra 1997 Pontevedra, Spagna Cemento $10,000                                 |                                     |                             |                                  |                                                      |
| 13 gennaio | Ciudad de Pontevedra 1997 Pontevedra, Spagna Cemento $10,000                                 |                                     |                             |                                  |                                                      |
| 13 gennaio | Ranka Ladies Open 1997 Helsinki, Finlandia Cemento $10,000                                   |                                     |                             |                                  |                                                      |
| 13 gennaio | Ranka Ladies Open 1997 Helsinki, Finlandia Cemento $10,000                                   |                                     |                             |                                  |                                                      |
| 20 gennaio | ITF Women's Circuit Orense 1997 Orense, Spagna Cemento $10,000                               |                                     |                             |                                  |                                                      |
| 20 gennaio | ITF Women's Circuit Orense 1997 Orense, Spagna Cemento $10,000                               |                                     |                             |                                  |                                                      |
| 20 gennaio | ITF Women's Circuit San Antonio 1997 San Antonio, USA Cemento $10,000                        |                                     |                             |                                  |                                                      |
| 20 gennaio | ITF Women's Circuit San Antonio 1997 San Antonio, USA Cemento $10,000                        |                                     |                             |                                  |                                                      |
| 20 gennaio | Swedbank Ladies 1997 Båstad, Svezia Cemento $10,000                                          |                                     |                             |                                  |                                                      |
| 20 gennaio | Swedbank Ladies 1997 Båstad, Svezia Cemento $10,000                                          |                                     |                             |                                  |                                                      |
| 20 gennaio | Ted-Firatpen Ladies Open 1997 Istanbul, Turchia Cemento $10,000                              |                                     |                             |                                  |                                                      |
| 20 gennaio | Ted-Firatpen Ladies Open 1997 Istanbul, Turchia Cemento $10,000                              |                                     |                             |                                  |                                                      |
| 27 gennaio | ITF Women's Circuit Mission 1997 Mission, USA Cemento $25,000                                |                                     |                             |                                  |                                                      |
| 27 gennaio | ITF Women's Circuit Mission 1997 Mission, USA Cemento $25,000                                |                                     |                             |                                  |                                                      |
| 27 gennaio | Open Gaz de France de Bretagne 1997 Dinan, Francia Terra rossa $10,000                       |                                     |                             |                                  |                                                      |
| 27 gennaio | Open Gaz de France de Bretagne 1997 Dinan, Francia Terra rossa $10,000                       |                                     |                             |                                  |                                                      |
| 27 gennaio | ITF Women's Circuit Prostejov 1997 Prostějov, Repubblica Ceca Sintetico $50,000              |                                     |                             |                                  |                                                      |
| 27 gennaio | ITF Women's Circuit Prostejov 1997 Prostějov, Repubblica Ceca Sintetico $50,000              |                                     |                             |                                  |                                                      |
| 27 gennaio | ITF Women's Circuit Rungsted 1997 Rungsted, Danimarca Sintetico $10,000                      |                                     |                             |                                  |                                                      |
| 27 gennaio | ITF Women's Circuit Rungsted 1997 Rungsted, Danimarca Sintetico $10,000                      |                                     |                             |                                  |                                                      |

## Febbraio
| Settimana   | Torneo                                                                                | Vincitrice | Finalista | Semifinaliste | Quarti di finale |
| ----------- | ------------------------------------------------------------------------------------- | ---------- | --------- | ------------- | ---------------- |
| 3 febbraio  | AEGON Pro Series Sunderland 1997 Sunderland, Gran Bretagna Cemento $10,000            |            |           |               |                  |
| 3 febbraio  | AEGON Pro Series Sunderland 1997 Sunderland, Gran Bretagna Cemento $10,000            |            |           |               |                  |
| 3 febbraio  | Trofeo Club Simó 1997 Maiorca, Spagna Terra rossa $10,000                             |            |           |               |                  |
| 3 febbraio  | Trofeo Club Simó 1997 Maiorca, Spagna Terra rossa $10,000                             |            |           |               |                  |
| 3 febbraio  | ITF Women's Circuit Reykjavik 1997 Reykjavík, Islanda Sintetico $10,000               |            |           |               |                  |
| 3 febbraio  | ITF Women's Circuit Reykjavik 1997 Reykjavík, Islanda Sintetico $10,000               |            |           |               |                  |
| 10 febbraio | AEGON Pro Series Birmingham 1997 Birmingham, Gran Bretagna Cemento $10,000            |            |           |               |                  |
| 10 febbraio | AEGON Pro Series Birmingham 1997 Birmingham, Gran Bretagna Cemento $10,000            |            |           |               |                  |
| 10 febbraio | Dow Corning Tennis Classic 1997 Midland, USA Cemento $50,000                          |            |           |               |                  |
| 10 febbraio | Dow Corning Tennis Classic 1997 Midland, USA Cemento $50,000                          |            |           |               |                  |
| 10 febbraio | Rogaška Open 1997 Rogaška Slatina, Slovenia Sintetico $25,000                         |            |           |               |                  |
| 10 febbraio | Rogaška Open 1997 Rogaška Slatina, Slovenia Sintetico $25,000                         |            |           |               |                  |
| 10 febbraio | Trofeo Ibatur 1997 Maiorca, Spagna Terra rossa $10,000                                |            |           |               |                  |
| 10 febbraio | Trofeo Ibatur 1997 Maiorca, Spagna Terra rossa $10,000                                |            |           |               |                  |
| 10 febbraio | Cali Challeneger 1997 Cali, Colombia Terra rossa $25,000                              |            |           |               |                  |
| 10 febbraio | Cali Challeneger 1997 Cali, Colombia Terra rossa $25,000                              |            |           |               |                  |
| 17 febbraio | AEGON Pro Series Redbridge 1997 Redbridge, Gran Bretagna Cemento $25,000              |            |           |               |                  |
| 17 febbraio | AEGON Pro Series Redbridge 1997 Redbridge, Gran Bretagna Cemento $25,000              |            |           |               |                  |
| 17 febbraio | ITF Women's Circuit Bogota 1997 Bogotà, Colombia Terra rossa $75,000                  |            |           |               |                  |
| 17 febbraio | ITF Women's Circuit Bogota 1997 Bogotà, Colombia Terra rossa $75,000                  |            |           |               |                  |
| 17 febbraio | Faro Ladies Open 1997 Faro, Portogallo Cemento $10,000                                |            |           |               |                  |
| 17 febbraio | Faro Ladies Open 1997 Faro, Portogallo Cemento $10,000                                |            |           |               |                  |
| 24 febbraio | ITF Women's Circuit Jaffa 1997 Giaffa, Israele Cemento $10,000                        |            |           |               |                  |
| 24 febbraio | ITF Women's Circuit Jaffa 1997 Giaffa, Israele Cemento $10,000                        |            |           |               |                  |
| 24 febbraio | AEGON Pro Series Bushey 1997 Bushey, Gran Bretagna Sintetico $25,000                  |            |           |               |                  |
| 24 febbraio | AEGON Pro Series Bushey 1997 Bushey, Gran Bretagna Sintetico $25,000                  |            |           |               |                  |
| 24 febbraio | Internacional Femenino Copa Club El Rodeo 1997 Medellín, Colombia Terra rossa $25,000 |            |           |               |                  |
| 24 febbraio | Internacional Femenino Copa Club El Rodeo 1997 Medellín, Colombia Terra rossa $25,000 |            |           |               |                  |
| 24 febbraio | ITF Women's Circuit Reynosa 1997 Reynosa, Messico Cemento $5,000                      |            |           |               |                  |
| 24 febbraio | ITF Women's Circuit Reynosa 1997 Reynosa, Messico Cemento $5,000                      |            |           |               |                  |

## Marzo
| Settimana | Torneo                                                                                      | Vincitrice | Finalista | Semifinaliste | Quarti di finale |
| --------- | ------------------------------------------------------------------------------------------- | ---------- | --------- | ------------- | ---------------- |
| 1º marzo  | ITF Women's Circuit Warrnambool 1997 Warrnambool, Australia Erba $10,000                    |            |           |               |                  |
| 1º marzo  | ITF Women's Circuit Warrnambool 1997 Warrnambool, Australia Erba $10,000                    |            |           |               |                  |
| 3 marzo   | Vanessa Phillips Circuit 1997 Tel Aviv, Israele Cemento $10,000                             |            |           |               |                  |
| 3 marzo   | Vanessa Phillips Circuit 1997 Tel Aviv, Israele Cemento $10,000                             |            |           |               |                  |
| 3 marzo   | Internationale Badische Damen Hallenmeisterschaften 1997 Buchen, Germania Sintetico $10,000 |            |           |               |                  |
| 3 marzo   | Internationale Badische Damen Hallenmeisterschaften 1997 Buchen, Germania Sintetico $10,000 |            |           |               |                  |
| 3 marzo   | ITF Women's Circuit Blenheim 1997 Blenheim, Nuova Zelanda Cemento $10,000                   |            |           |               |                  |
| 3 marzo   | ITF Women's Circuit Blenheim 1997 Blenheim, Nuova Zelanda Cemento $10,000                   |            |           |               |                  |
| 3 marzo   | ITF Women's Circuit Rockford 1997 Rockford, USA Cemento $25,000                             |            |           |               |                  |
| 3 marzo   | ITF Women's Circuit Rockford 1997 Rockford, USA Cemento $25,000                             |            |           |               |                  |
| 17 marzo  | ITF Women's Circuit Noda 1997 Noda, Giappone Cemento $25,000                                |            |           |               |                  |
| 17 marzo  | ITF Women's Circuit Noda 1997 Noda, Giappone Cemento $25,000                                |            |           |               |                  |
| 17 marzo  | ITF Women's Circuit Reims 1997 Reims, Francia Terra rossa $25,000                           |            |           |               |                  |
| 17 marzo  | ITF Women's Circuit Reims 1997 Reims, Francia Terra rossa $25,000                           |            |           |               |                  |
| 17 marzo  | ITF Women's Circuit Woodlands 1997 Woodlands, USA Cemento $25,000                           |            |           |               |                  |
| 17 marzo  | ITF Women's Circuit Woodlands 1997 Woodlands, USA Cemento $25,000                           |            |           |               |                  |
| 24 marzo  | ITF Women's Circuit Dinard 1997 Dinard, Francia Terra rossa $10,000                         |            |           |               |                  |
| 24 marzo  | ITF Women's Circuit Dinard 1997 Dinard, Francia Terra rossa $10,000                         |            |           |               |                  |
| 31 marzo  | ITF Women's Circuit Bandung 1997 Bandung, Indonesia Cemento $10,000                         |            |           |               |                  |
| 31 marzo  | ITF Women's Circuit Bandung 1997 Bandung, Indonesia Cemento $10,000                         |            |           |               |                  |
| 31 marzo  | Goldwater Women's Tennis Classic 1997 Phoenix, USA Cemento $50,000                          |            |           |               |                  |
| 31 marzo  | Goldwater Women's Tennis Classic 1997 Phoenix, USA Cemento $50,000                          |            |           |               |                  |
| 31 marzo  | ITF Women's Circuit Salinas 1997 Salinas, Ecuador Terra rossa $25,000                       |            |           |               |                  |
| 31 marzo  | ITF Women's Circuit Salinas 1997 Salinas, Ecuador Terra rossa $25,000                       |            |           |               |                  |
| 31 marzo  | Makarska Ladies Open 1997 Macarsca, Croazia Terra rossa $10,000                             |            |           |               |                  |
| 31 marzo  | Makarska Ladies Open 1997 Macarsca, Croazia Terra rossa $10,000                             |            |           |               |                  |

## Aprile
| Settimana | Torneo                                                                                      | Vincitrice | Finalista | Semifinaliste | Quarti di finale |
| --------- | ------------------------------------------------------------------------------------------- | ---------- | --------- | ------------- | ---------------- |
| 7 aprile  | Mitra Kemayoran Women's Circuit 1997 Giacarta, Indonesia Cemento $10,000                    |            |           |               |                  |
| 7 aprile  | Mitra Kemayoran Women's Circuit 1997 Giacarta, Indonesia Cemento $10,000                    |            |           |               |                  |
| 7 aprile  | Gariful Hvar Open 1997 Lesina, Croazia Terra rossa $10,000                                  |            |           |               |                  |
| 7 aprile  | Gariful Hvar Open 1997 Lesina, Croazia Terra rossa $10,000                                  |            |           |               |                  |
| 7 aprile  | ITF Women's Circuit Viña del Mar 1997 Viña del Mar, Cile Terra rossa $10,000                |            |           |               |                  |
| 7 aprile  | ITF Women's Circuit Viña del Mar 1997 Viña del Mar, Cile Terra rossa $10,000                |            |           |               |                  |
| 7 aprile  | Xenia Athens Open 1997 Atene, Grecia Terra rossa $25,000                                    |            |           |               |                  |
| 7 aprile  | Xenia Athens Open 1997 Atene, Grecia Terra rossa $25,000                                    |            |           |               |                  |
| 7 aprile  | Torneo Internazionale Femminile Città Di Galatina 1997 Galatina, Italia Terra rossa $10,000 |            |           |               |                  |
| 7 aprile  | Torneo Internazionale Femminile Città Di Galatina 1997 Galatina, Italia Terra rossa $10,000 |            |           |               |                  |
| 7 aprile  | ITF Women's Circuit Calvi 1997 Calvi, Francia Cemento $10,000                               |            |           |               |                  |
| 7 aprile  | ITF Women's Circuit Calvi 1997 Calvi, Francia Cemento $10,000                               |            |           |               |                  |
| 12 aprile | ITF Women's Circuit Warwick 1997 Warwick, Australia Sintetico $10,000                       |            |           |               |                  |
| 12 aprile | ITF Women's Circuit Warwick 1997 Warwick, Australia Sintetico $10,000                       |            |           |               |                  |
| 14 aprile | ITF Women's Circuit Wichita 1997 Wichita, USA Cemento $75,000                               |            |           |               |                  |
| 14 aprile | ITF Women's Circuit Wichita 1997 Wichita, USA Cemento $75,000                               |            |           |               |                  |
| 14 aprile | ITF Women's Circuit Anguilli 1997 Anguilli, Italia Terra rossa $10,000                      |            |           |               |                  |
| 14 aprile | ITF Women's Circuit Anguilli 1997 Anguilli, Italia Terra rossa $10,000                      |            |           |               |                  |
| 14 aprile | Dubrovnik Open 1997 Ragusa, Croazia Terra rossa $10,000                                     |            |           |               |                  |
| 14 aprile | Dubrovnik Open 1997 Ragusa, Croazia Terra rossa $10,000                                     |            |           |               |                  |
| 14 aprile | ITF Women's Circuit Elvas 1997 Elvas, Portogallo Cemento $10,000                            |            |           |               |                  |
| 14 aprile | ITF Women's Circuit Elvas 1997 Elvas, Portogallo Cemento $10,000                            |            |           |               |                  |
| 21 aprile | OVS Ladies Open 1997 Guimarães, Portogallo Cemento $10,000                                  |            |           |               |                  |
| 21 aprile | OVS Ladies Open 1997 Guimarães, Portogallo Cemento $10,000                                  |            |           |               |                  |
| 21 aprile | Internazionali di San Severo 1997 San Severo, Italia Terra rossa $10,000                    |            |           |               |                  |
| 21 aprile | Internazionali di San Severo 1997 San Severo, Italia Terra rossa $10,000                    |            |           |               |                  |
| 21 aprile | AEGON Pro Series Bournemouth 1997 Bournemouth, Gran Bretagna Terra rossa $10,000            |            |           |               |                  |
| 21 aprile | AEGON Pro Series Bournemouth 1997 Bournemouth, Gran Bretagna Terra rossa $10,000            |            |           |               |                  |
| 21 aprile | ITF Women's Circuit Monterrey 1997 Monterrey, Messico Cemento $25,000                       |            |           |               |                  |
| 21 aprile | ITF Women's Circuit Monterrey 1997 Monterrey, Messico Cemento $25,000                       |            |           |               |                  |
| 23 aprile | ITF Women's Circuit Prostejov 1997 Prostějov, Repubblica Ceca Terra rossa $10,000           |            |           |               |                  |
| 23 aprile | ITF Women's Circuit Prostejov 1997 Prostějov, Repubblica Ceca Terra rossa $10,000           |            |           |               |                  |
| 28 aprile | Allianz Cup 1997 Sofia, Bulgaria Terra rossa $10,000                                        |            |           |               |                  |
| 28 aprile | Allianz Cup 1997 Sofia, Bulgaria Terra rossa $10,000                                        |            |           |               |                  |
| 28 aprile | ITF Women's Circuit Balaguer 1997 Balaguer, Spagna Terra rossa $10,000                      |            |           |               |                  |
| 28 aprile | ITF Women's Circuit Balaguer 1997 Balaguer, Spagna Terra rossa $10,000                      |            |           |               |                  |
| 28 aprile | Kangaroo Cup International Ladies Open Tennis 1997 Gifu, Giappone Sintetico $50,000         |            |           |               |                  |
| 28 aprile | Kangaroo Cup International Ladies Open Tennis 1997 Gifu, Giappone Sintetico $50,000         |            |           |               |                  |
| 28 aprile | ITF Women's Circuit Hatfield 1997 Hatfield, Gran Bretagna Terra rossa $10,000               |            |           |               |                  |
| 28 aprile | ITF Women's Circuit Hatfield 1997 Hatfield, Gran Bretagna Terra rossa $10,000               |            |           |               |                  |
| 28 aprile | ITF Women's Circuit Azemeis 1997 Oliveira de Azeméis, Portogallo Terra rossa $10,000        |            |           |               |                  |
| 28 aprile | ITF Women's Circuit Azemeis 1997 Oliveira de Azeméis, Portogallo Terra rossa $10,000        |            |           |               |                  |

## Maggio
| Settimana | Torneo                                                                                     | Vincitrice | Finalista | Semifinaliste | Quarti di finale |
| --------- | ------------------------------------------------------------------------------------------ | ---------- | --------- | ------------- | ---------------- |
| 5 maggio  | Nitra Cup 1997 Nitra, Slovacchia Terra rossa $10,000                                       |            |           |               |                  |
| 5 maggio  | Nitra Cup 1997 Nitra, Slovacchia Terra rossa $10,000                                       |            |           |               |                  |
| 5 maggio  | AEGON Pro Series Lee-on-Solent 1997 Lee-on-Solent, Gran Bretagna Terra rossa $10,000       |            |           |               |                  |
| 5 maggio  | AEGON Pro Series Lee-on-Solent 1997 Lee-on-Solent, Gran Bretagna Terra rossa $10,000       |            |           |               |                  |
| 5 maggio  | Open Gaz de France Pau-Gelos 1997 Gelos, Francia Terra rossa $10,000                       |            |           |               |                  |
| 5 maggio  | Open Gaz de France Pau-Gelos 1997 Gelos, Francia Terra rossa $10,000                       |            |           |               |                  |
| 5 maggio  | Torneo Club Tennis Tortosa 1997 Tortosa, Spagna Terra rossa $10,000                        |            |           |               |                  |
| 5 maggio  | Torneo Club Tennis Tortosa 1997 Tortosa, Spagna Terra rossa $10,000                        |            |           |               |                  |
| 5 maggio  | ITF Women's Circuit Seoul 1997 Seul, Corea del Sud Terra rossa $25,000                     |            |           |               |                  |
| 5 maggio  | ITF Women's Circuit Seoul 1997 Seul, Corea del Sud Terra rossa $25,000                     |            |           |               |                  |
| 10 maggio | ITF Women's Circuit Caboolture 1997 Caboolture, Australia Terra rossa $10,000              |            |           |               |                  |
| 10 maggio | ITF Women's Circuit Caboolture 1997 Caboolture, Australia Terra rossa $10,000              |            |           |               |                  |
| 12 maggio | ITF Women's Circuit Novi Sad 1997 Novi Sad, Jugoslavia Terra rossa $10,000                 |            |           |               |                  |
| 12 maggio | ITF Women's Circuit Novi Sad 1997 Novi Sad, Jugoslavia Terra rossa $10,000                 |            |           |               |                  |
| 12 maggio | Open International du Touquet 1997 Le Touquet, Francia Terra rossa $10,000                 |            |           |               |                  |
| 12 maggio | Open International du Touquet 1997 Le Touquet, Francia Terra rossa $10,000                 |            |           |               |                  |
| 14 maggio | Saris Cup Presov 1997 Prešov, Slovacchia Terra rossa $10,000                               |            |           |               |                  |
| 14 maggio | Saris Cup Presov 1997 Prešov, Slovacchia Terra rossa $10,000                               |            |           |               |                  |
| 19 maggio | ITF Women's Circuit Sochi 1997 Soči, Russia Cemento $25,000                                |            |           |               |                  |
| 19 maggio | ITF Women's Circuit Sochi 1997 Soči, Russia Cemento $25,000                                |            |           |               |                  |
| 19 maggio | ITF Women's Circuit Brixen 1997 Brixen im Thale, Austria Terra rossa $10,000               |            |           |               |                  |
| 19 maggio | ITF Women's Circuit Brixen 1997 Brixen im Thale, Austria Terra rossa $10,000               |            |           |               |                  |
| 20 maggio | ITF Women's Circuit Zaragoza 1997 Saragozza, Spagna Terra rossa $10,000                    |            |           |               |                  |
| 20 maggio | ITF Women's Circuit Zaragoza 1997 Saragozza, Spagna Terra rossa $10,000                    |            |           |               |                  |
| 20 maggio | ITF Women's Circuit Skopje 1997 Skopje, Macedonia Terra rossa $10,000                      |            |           |               |                  |
| 20 maggio | ITF Women's Circuit Skopje 1997 Skopje, Macedonia Terra rossa $10,000                      |            |           |               |                  |
| 25 maggio | Internacional Femenil Poza Rica 1997 Poza Rica, Messico Cemento $5,000                     |            |           |               |                  |
| 25 maggio | Internacional Femenil Poza Rica 1997 Poza Rica, Messico Cemento $5,000                     |            |           |               |                  |
| 26 maggio | ITF Women's Circuit San Salvador 1997 San Salvador, El Salvador Cemento $10,000            |            |           |               |                  |
| 26 maggio | ITF Women's Circuit San Salvador 1997 San Salvador, El Salvador Cemento $10,000            |            |           |               |                  |
| 26 maggio | BGZ Cup 1997 Varsavia, Polonia Terra rossa $10,000                                         |            |           |               |                  |
| 26 maggio | BGZ Cup 1997 Varsavia, Polonia Terra rossa $10,000                                         |            |           |               |                  |
| 26 maggio | ITF Women's Circuit Salzburg 1997 Salisburgo, Austria Terra rossa $10,000                  |            |           |               |                  |
| 26 maggio | ITF Women's Circuit Salzburg 1997 Salisburgo, Austria Terra rossa $10,000                  |            |           |               |                  |
| 26 maggio | ITF Women's Circuit Bourgas 1997 Burgas, Bulgaria Cemento $10,000                          |            |           |               |                  |
| 26 maggio | ITF Women's Circuit Bourgas 1997 Burgas, Bulgaria Cemento $10,000                          |            |           |               |                  |
| 26 maggio | Hunt Communities USTA Women's Pro Tennis Classic El Paso 1997 El Paso, USA Cemento $10,000 |            |           |               |                  |
| 26 maggio | Hunt Communities USTA Women's Pro Tennis Classic El Paso 1997 El Paso, USA Cemento $10,000 |            |           |               |                  |
| 27 maggio | Trofeu Ciutat de Barcelona 1997 Barcellona, Spagna Terra rossa $10,000                     |            |           |               |                  |
| 27 maggio | Trofeu Ciutat de Barcelona 1997 Barcellona, Spagna Terra rossa $10,000                     |            |           |               |                  |

## Giugno
| Settimana | Torneo | Vincitrice | Finalista | Semifinaliste | Quarti di finale |
| --------- | --- | ---------- | --------- | ------------- | ---------------- |
| 2 giugno  | ITF Women's Circuit Antalya 1997 Antalya, Turchia Cemento $10,000                                          |            |           |               |                  |
| 2 giugno  | ITF Women's Circuit Antalya 1997 Antalya, Turchia Cemento $10,000                                          |            |           |               |                  |
| 2 giugno  | ITF Women's Circuit Tashkent 1997 Tashkent, Uzbekistan Cemento $50,000                                     |            |           |               |                  |
| 2 giugno  | ITF Women's Circuit Tashkent 1997 Tashkent, Uzbekistan Cemento $50,000                                     |            |           |               |                  |
| 3 giugno  | The Surbiton Trophy 1997 Surbiton, Gran Bretagna Erba $25,000                                              |            |           |               |                  |
| 3 giugno  | The Surbiton Trophy 1997 Surbiton, Gran Bretagna Erba $25,000                                              |            |           |               |                  |
| 3 giugno  | ITF Women's Circuit Little Rock 1997 Little Rock, USA Cemento $10,000                                      |            |           |               |                  |
| 3 giugno  | ITF Women's Circuit Little Rock 1997 Little Rock, USA Cemento $10,000                                      |            |           |               |                  |
| 4 giugno  | ITF Women's Circuit Bytom 1997 Bytom, Polonia Terra rossa $10,000                                          |            |           |               |                  |
| 4 giugno  | ITF Women's Circuit Bytom 1997 Bytom, Polonia Terra rossa $10,000                                          |            |           |               |                  |
| 9 giugno  | ITF Women's Circuit Budapest 1997 Budapest, Ungheria Terra rossa $50,000                                   |            |           |               |                  |
| 9 giugno  | ITF Women's Circuit Budapest 1997 Budapest, Ungheria Terra rossa $50,000                                   |            |           |               |                  |
| 10 giugno | ITF Women's Circuit Bossonnens 1997 Bossonnens, Svizzera Terra rossa $10,000                               |            |           |               |                  |
| 10 giugno | ITF Women's Circuit Bossonnens 1997 Bossonnens, Svizzera Terra rossa $10,000                               |            |           |               |                  |
| 10 giugno | ITF Women's Circuit Camucia 1997 Camucia, Italia Cemento $10,000                                           |            |           |               |                  |
| 10 giugno | ITF Women's Circuit Camucia 1997 Camucia, Italia Cemento $10,000                                           |            |           |               |                  |
| 11 giugno | Velenje Open 1997 Velenje, Slovenia Terra rossa $10,000                                                    |            |           |               |                  |
| 11 giugno | Velenje Open 1997 Velenje, Slovenia Terra rossa $10,000                                                    |            |           |               |                  |
| 11 giugno | Kedzierzyn Kozle Cup 1997 Kędzierzyn-Koźle, Polonia Terra rossa $10,000                                    |            |           |               |                  |
| 11 giugno | Kedzierzyn Kozle Cup 1997 Kędzierzyn-Koźle, Polonia Terra rossa $10,000                                    |            |           |               |                  |
| 12 giugno | ITF Women's CircuitHilton Head Island 1997 Hilton Head Island, USA Cemento $10,000                         |            |           |               |                  |
| 12 giugno | ITF Women's CircuitHilton Head Island 1997 Hilton Head Island, USA Cemento $10,000                         |            |           |               |                  |
| 16 giugno | ITF Women's Circuit Kukulinn 1997 Kukulinn, Estonia Cemento $10,000                                        |            |           |               |                  |
| 16 giugno | ITF Women's Circuit Kukulinn 1997 Kukulinn, Estonia Cemento $10,000                                        |            |           |               |                  |
| 16 giugno | ITF Women's Circuit Nino Palumbo 1997 Palermo-Nino Palumbo, Italia Terra rossa $10,000                     |            |           |               |                  |
| 16 giugno | ITF Women's Circuit Nino Palumbo 1997 Palermo-Nino Palumbo, Italia Terra rossa $10,000                     |            |           |               |                  |
| 16 giugno | ITF Women's Circuit Klosters 1997 Klosters, Svizzera Terra rossa $10,000                                   |            |           |               |                  |
| 16 giugno | ITF Women's Circuit Klosters 1997 Klosters, Svizzera Terra rossa $10,000                                   |            |           |               |                  |
| 16 giugno | Open GDF SUEZ de Marseille 1997 Marsiglia, Francia Terra rossa $50,000                                     |            |           |               |                  |
| 16 giugno | Open GDF SUEZ de Marseille 1997 Marsiglia, Francia Terra rossa $50,000                                     |            |           |               |                  |
| 16 giugno | Macha Lake Satellite 1997 Staré Splavy, Repubblica Ceca Terra rossa $10,000                                |            |           |               |                  |
| 16 giugno | Macha Lake Satellite 1997 Staré Splavy, Repubblica Ceca Terra rossa $10,000                                |            |           |               |                  |
| 16 giugno | ITF Women's Circuit Mount Pleasant 1997 Mount Pleasant, USA Cemento $25,000                                |            |           |               |                  |
| 16 giugno | ITF Women's Circuit Mount Pleasant 1997 Mount Pleasant, USA Cemento $25,000                                |            |           |               |                  |
| 23 giugno | ITF Women's Circuit Manaus 1997 Manaus, Brasile Cemento $10,000                                            |            |           |               |                  |
| 23 giugno | ITF Women's Circuit Manaus 1997 Manaus, Brasile Cemento $10,000                                            |            |           |               |                  |
| 23 giugno | Open GDF Bordeaux 1997 Bordeaux, Francia Terra rossa $25,000                                               |            |           |               |                  |
| 23 giugno | Open GDF Bordeaux 1997 Bordeaux, Francia Terra rossa $25,000                                               |            |           |               |                  |
| 24 giugno | ITF Women's Circuit Greenwood 1997 Greenwood, USA Cemento $10,000                                          |            |           |               |                  |
| 24 giugno | ITF Women's Circuit Greenwood 1997 Greenwood, USA Cemento $10,000                                          |            |           |               |                  |
| 24 giugno | Swedbank Ladies 1997 Båstad, Svezia Terra rossa $10,000                                                    |            |           |               |                  |
| 24 giugno | Swedbank Ladies 1997 Båstad, Svezia Terra rossa $10,000                                                    |            |           |               |                  |
| 25 giugno | TEIJIN Twaron Trophy 1997 Velp, Paesi Bassi Terra rossa $10,000                                            |            |           |               |                  |
| 25 giugno | TEIJIN Twaron Trophy 1997 Velp, Paesi Bassi Terra rossa $10,000                                            |            |           |               |                  |
| 25 giugno | Plzen Cup 1997 Plzeň, Repubblica Ceca Terra rossa $10,000                                                  |            |           |               |                  |
| 25 giugno | Plzen Cup 1997 Plzeň, Repubblica Ceca Terra rossa $10,000                                                  |            |           |               |                  |
| 26 giugno | ITF Women's Circuit Milan 1997 Milano, Italia Cemento $10,000                                              |            |           |               |                  |
| 26 giugno | ITF Women's Circuit Milan 1997 Milano, Italia Cemento $10,000                                              |            |           |               |                  |
| 30 giugno | ITF Women's Circuit Flushing 1997 Flushing, USA Cemento $50,000                                            |            |           |               |                  |
| 30 giugno | ITF Women's Circuit Flushing 1997 Flushing, USA Cemento $50,000                                            |            |           |               |                  |
| 30 giugno | ITF Women's Circuit Campinas 1997 Campinas, Brasile Terra rossa $25,000                                    |            |           |               |                  |
| 30 giugno | ITF Women's Circuit Campinas 1997 Campinas, Brasile Terra rossa $25,000                                    |            |           |               |                  |
| 30 giugno | Internationaler Württembergische Damen-Tennis-Meisterschaften 1997 Vaihingen, Germania Terra rossa $25,000 |            |           |               |                  |
| 30 giugno | Internationaler Württembergische Damen-Tennis-Meisterschaften 1997 Vaihingen, Germania Terra rossa $25,000 |            |           |               |                  |
| 30 giugno | ITF Women's Circuit Oklahoma 1997 Oklahoma, USA Cemento $10,000                                            |            |           |               |                  |
| 30 giugno | ITF Women's Circuit Oklahoma 1997 Oklahoma, USA Cemento $10,000                                            |            |           |               |                  |

## Luglio
| Settimana | Torneo                                                                                           | Vincitrice | Finalista | Semifinaliste | Quarti di finale |
| --------- | ------------------------------------------------------------------------------------------------ | ---------- | --------- | ------------- | ---------------- |
| 1º luglio | Open GDF Suez de Mont de Marsan 1997 Mont-de-Marsan, Francia Cemento $10,000                     |            |           |               |                  |
| 1º luglio | Open GDF Suez de Mont de Marsan 1997 Mont-de-Marsan, Francia Cemento $10,000                     |            |           |               |                  |
| 1º luglio | Torneo Internazionale Femminile Città di Sezze 1997 Sezze, Italia Terra rossa $10,000            |            |           |               |                  |
| 1º luglio | Torneo Internazionale Femminile Città di Sezze 1997 Sezze, Italia Terra rossa $10,000            |            |           |               |                  |
| 1º luglio | ITF Women's Circuit Lohja 1997 Lohja, Finlandia Terra rossa $10,000                              |            |           |               |                  |
| 1º luglio | ITF Women's Circuit Lohja 1997 Lohja, Finlandia Terra rossa $10,000                              |            |           |               |                  |
| 2 luglio  | ITF Women's Circuit Hoorn 1997 Hoorn, Paesi Bassi Terra rossa $10,000                            |            |           |               |                  |
| 2 luglio  | ITF Women's Circuit Hoorn 1997 Hoorn, Paesi Bassi Terra rossa $10,000                            |            |           |               |                  |
| 7 luglio  | ITF Women's Circuit Easton 1997 Easton, USA Cemento $10,000                                      |            |           |               |                  |
| 7 luglio  | ITF Women's Circuit Easton 1997 Easton, USA Cemento $10,000                                      |            |           |               |                  |
| 7 luglio  | ITF Women's Circuit Amersfoort 1997 Amersfoort, Paesi Bassi Terra rossa $10,000                  |            |           |               |                  |
| 7 luglio  | ITF Women's Circuit Amersfoort 1997 Amersfoort, Paesi Bassi Terra rossa $10,000                  |            |           |               |                  |
| 7 luglio  | ITF Women's Circuit Puchheim 1997 Puchheim, Germania Terra rossa $25,000                         |            |           |               |                  |
| 7 luglio  | ITF Women's Circuit Puchheim 1997 Puchheim, Germania Terra rossa $25,000                         |            |           |               |                  |
| 7 luglio  | Cidade de Vigo 1997 Vigo, Spagna Terra rossa $10,000                                             |            |           |               |                  |
| 7 luglio  | Cidade de Vigo 1997 Vigo, Spagna Terra rossa $10,000                                             |            |           |               |                  |
| 7 luglio  | ITF Women's Circuit Sao Paulo 1997 San Paolo, Brasile Terra rossa $10,000                        |            |           |               |                  |
| 7 luglio  | ITF Women's Circuit Sao Paulo 1997 San Paolo, Brasile Terra rossa $10,000                        |            |           |               |                  |
| 8 luglio  | AEGON Pro Series Felixstowe 1997 Felixstowe, Gran Bretagna Erba $10,000                          |            |           |               |                  |
| 8 luglio  | AEGON Pro Series Felixstowe 1997 Felixstowe, Gran Bretagna Erba $10,000                          |            |           |               |                  |
| 9 luglio  | ITF Women's Circuit Fiumicino 1997 Fiumicino, Italia Terra rossa $10,000                         |            |           |               |                  |
| 9 luglio  | ITF Women's Circuit Fiumicino 1997 Fiumicino, Italia Terra rossa $10,000                         |            |           |               |                  |
| 14 luglio | Sheriff Jim Coats Clearwater Women's Open 1997 Clearwater, USA Cemento $25,000                   |            |           |               |                  |
| 14 luglio | Sheriff Jim Coats Clearwater Women's Open 1997 Clearwater, USA Cemento $25,000                   |            |           |               |                  |
| 14 luglio | ITF Women's Circuit Civitanova 1997 Civitanova Marche, Italia Terra rossa $10,000                |            |           |               |                  |
| 14 luglio | ITF Women's Circuit Civitanova 1997 Civitanova Marche, Italia Terra rossa $10,000                |            |           |               |                  |
| 14 luglio | Darmstadt Tennis International 1997 Darmstadt, Germania Terra rossa $25,000                      |            |           |               |                  |
| 14 luglio | Darmstadt Tennis International 1997 Darmstadt, Germania Terra rossa $25,000                      |            |           |               |                  |
| 14 luglio | Internacional de Getxo 1997 Getxo, Spagna Terra rossa $25,000                                    |            |           |               |                  |
| 14 luglio | Internacional de Getxo 1997 Getxo, Spagna Terra rossa $25,000                                    |            |           |               |                  |
| 15 luglio | AEGON Pro Series Frinton 1997 Frinton-on-Sea, Gran Bretagna Erba $10,000                         |            |           |               |                  |
| 15 luglio | AEGON Pro Series Frinton 1997 Frinton-on-Sea, Gran Bretagna Erba $10,000                         |            |           |               |                  |
| 16 luglio | Bella Cup 1997 Toruń, Polonia Terra rossa $10,000                                                |            |           |               |                  |
| 16 luglio | Bella Cup 1997 Toruń, Polonia Terra rossa $10,000                                                |            |           |               |                  |
| 21 luglio | ITF Women's Circuit Rostock 1997 Rostock, Germania Terra rossa $25,000                           |            |           |               |                  |
| 21 luglio | ITF Women's Circuit Rostock 1997 Rostock, Germania Terra rossa $25,000                           |            |           |               |                  |
| 21 luglio | Ted-Firatpen Ladies Open 1997 Istanbul, Turchia Cemento $75,000                                  |            |           |               |                  |
| 21 luglio | Ted-Firatpen Ladies Open 1997 Istanbul, Turchia Cemento $75,000                                  |            |           |               |                  |
| 21 luglio | Ciudad de Valladolid 1997 Valladolid, Spagna Cemento $25,000                                     |            |           |               |                  |
| 21 luglio | Ciudad de Valladolid 1997 Valladolid, Spagna Cemento $25,000                                     |            |           |               |                  |
| 21 luglio | ITF Women's Circuit Peachtree 1997 Peachtree City, USA Cemento $50,000                           |            |           |               |                  |
| 21 luglio | ITF Women's Circuit Peachtree 1997 Peachtree City, USA Cemento $50,000                           |            |           |               |                  |
| 21 luglio | Mitra Kemayoran Women's Circuit 1997 Giacarta, Indonesia Cemento $10,000                         |            |           |               |                  |
| 21 luglio | Mitra Kemayoran Women's Circuit 1997 Giacarta, Indonesia Cemento $10,000                         |            |           |               |                  |
| 21 luglio | Ellesse Ladies Irish Open 1997 Dublino, Irlanda Sintetico $25,000                                |            |           |               |                  |
| 21 luglio | Ellesse Ladies Irish Open 1997 Dublino, Irlanda Sintetico $25,000                                |            |           |               |                  |
| 22 luglio | ITF Women's Circuit Lido di Camaiore 1997 Lido di Camaiore, Italia Terra rossa $10,000           |            |           |               |                  |
| 22 luglio | ITF Women's Circuit Lido di Camaiore 1997 Lido di Camaiore, Italia Terra rossa $10,000           |            |           |               |                  |
| 28 luglio | Open GDF SUEZ des Contamines-Montjoie 1997 Les Contamines, Francia Cemento $10,000               |            |           |               |                  |
| 28 luglio | Open GDF SUEZ des Contamines-Montjoie 1997 Les Contamines, Francia Cemento $10,000               |            |           |               |                  |
| 28 luglio | Fifth Third Bank Tennis Championships 1997 Lexington, USA Cemento $25,000                        |            |           |               |                  |
| 28 luglio | Fifth Third Bank Tennis Championships 1997 Lexington, USA Cemento $25,000                        |            |           |               |                  |
| 28 luglio | ITF Women's Circuit Rabat 1997 Rabat, Marocco Terra rossa $10,000                                |            |           |               |                  |
| 28 luglio | ITF Women's Circuit Rabat 1997 Rabat, Marocco Terra rossa $10,000                                |            |           |               |                  |
| 28 luglio | Makarska Ladies Open 1997 Macarsca, Croazia Terra rossa $75,000                                  |            |           |               |                  |
| 28 luglio | Makarska Ladies Open 1997 Macarsca, Croazia Terra rossa $75,000                                  |            |           |               |                  |
| 29 luglio | ITF Women's Circuit Muri Antichi 1997 Tremestieri Etneo-Muri Antichi, Italia Terra rossa $10,000 |            |           |               |                  |
| 29 luglio | ITF Women's Circuit Muri Antichi 1997 Tremestieri Etneo-Muri Antichi, Italia Terra rossa $10,000 |            |           |               |                  |
| 29 luglio | AEGON Pro Series Ilkley 1997 Ilkley, Gran Bretagna Erba $10,000                                  |            |           |               |                  |
| 29 luglio | AEGON Pro Series Ilkley 1997 Ilkley, Gran Bretagna Erba $10,000                                  |            |           |               |                  |
| 30 luglio | BMW AHG Cup 1997 Horb am Neckar, Germania Terra rossa $10,000                                    |            |           |               |                  |
| 30 luglio | BMW AHG Cup 1997 Horb am Neckar, Germania Terra rossa $10,000                                    |            |           |               |                  |
| 31 luglio | ITF Women's Circuit Bandung 1997 Bandung, Indonesia Cemento $10,000                              |            |           |               |                  |
| 31 luglio | ITF Women's Circuit Bandung 1997 Bandung, Indonesia Cemento $10,000                              |            |           |               |                  |

## Agosto
| Settimana | Torneo                                                                               | Vincitrice | Finalista | Semifinaliste | Quarti di finale |
| --------- | ------------------------------------------------------------------------------------ | ---------- | --------- | ------------- | ---------------- |
| 4 agosto  | ITF Women's Circuit Salt Lake City 1997 Salt Lake City, USA Cemento $75,000          |            |           |               |                  |
| 4 agosto  | ITF Women's Circuit Salt Lake City 1997 Salt Lake City, USA Cemento $75,000          |            |           |               |                  |
| 4 agosto  | ITF Women's Circuit Jakarta 1997 Giacarta, Indonesia Terra rossa $50,000             |            |           |               |                  |
| 4 agosto  | ITF Women's Circuit Jakarta 1997 Giacarta, Indonesia Terra rossa $50,000             |            |           |               |                  |
| 4 agosto  | ITF Women's Circuit Carthage 1997 Cartagine, Tunisia Terra rossa $25,000             |            |           |               |                  |
| 4 agosto  | ITF Women's Circuit Carthage 1997 Cartagine, Tunisia Terra rossa $25,000             |            |           |               |                  |
| 4 agosto  | ITF Women's Circuit Sopot 1997 Sopot, Polonia Terra rossa $75,000                    |            |           |               |                  |
| 4 agosto  | ITF Women's Circuit Sopot 1997 Sopot, Polonia Terra rossa $75,000                    |            |           |               |                  |
| 5 agosto  | AEGON Pro Series Southsea 1997 Southsea, Gran Bretagna Erba $10,000                  |            |           |               |                  |
| 5 agosto  | AEGON Pro Series Southsea 1997 Southsea, Gran Bretagna Erba $10,000                  |            |           |               |                  |
| 5 agosto  | Rebecq Ladiez Trophy 1997 Rebecq, Belgio Terra rossa $10,000                         |            |           |               |                  |
| 5 agosto  | Rebecq Ladiez Trophy 1997 Rebecq, Belgio Terra rossa $10,000                         |            |           |               |                  |
| 5 agosto  | Memorial Daniela Molon Pierrel Cup 1997 Catania, Italia Terra rossa $10,000          |            |           |               |                  |
| 5 agosto  | Memorial Daniela Molon Pierrel Cup 1997 Catania, Italia Terra rossa $10,000          |            |           |               |                  |
| 5 agosto  | Open Gaz de France du Périgord 1997 Périgueux, Francia Terra rossa $10,000           |            |           |               |                  |
| 5 agosto  | Open Gaz de France du Périgord 1997 Périgueux, Francia Terra rossa $10,000           |            |           |               |                  |
| 6 agosto  | ITF Women's Circuit Paderborn 1997 Paderborn, Germania Terra rossa $10,000           |            |           |               |                  |
| 6 agosto  | ITF Women's Circuit Paderborn 1997 Paderborn, Germania Terra rossa $10,000           |            |           |               |                  |
| 11 agosto | EmblemHealth Bronx Open 1997 Bronx, USA Cemento $25,000                              |            |           |               |                  |
| 11 agosto | EmblemHealth Bronx Open 1997 Bronx, USA Cemento $25,000                              |            |           |               |                  |
| 11 agosto | ITF Women's Circuit Isla De Margarita 1997 Isla Margarita, Venezuela Cemento $10,000 |            |           |               |                  |
| 11 agosto | ITF Women's Circuit Isla De Margarita 1997 Isla Margarita, Venezuela Cemento $10,000 |            |           |               |                  |
| 11 agosto | ITF Women's Circuit Wahlscheid 1997 Wahlscheid, Germania Terra rossa $25,000         |            |           |               |                  |
| 11 agosto | ITF Women's Circuit Wahlscheid 1997 Wahlscheid, Germania Terra rossa $25,000         |            |           |               |                  |
| 11 agosto | Ritro Slovak Open 1997 Bratislava, Slovacchia Terra rossa $75,000                    |            |           |               |                  |
| 11 agosto | Ritro Slovak Open 1997 Bratislava, Slovacchia Terra rossa $75,000                    |            |           |               |                  |
| 12 agosto | ITF Women's Circuit Nicolosi 1997 Nicolosi, Italia Cemento $10,000                   |            |           |               |                  |
| 12 agosto | ITF Women's Circuit Nicolosi 1997 Nicolosi, Italia Cemento $10,000                   |            |           |               |                  |
| 12 agosto | Flanders Ladies Trophy Koksijde 1997 Koksijde, Belgio Terra rossa $10,000            |            |           |               |                  |
| 12 agosto | Flanders Ladies Trophy Koksijde 1997 Koksijde, Belgio Terra rossa $10,000            |            |           |               |                  |
| 12 agosto | Open Saint-Gaudens Midi Pyrénées 1997 Saint-Gaudens, Francia Terra rossa $10,000     |            |           |               |                  |
| 12 agosto | Open Saint-Gaudens Midi Pyrénées 1997 Saint-Gaudens, Francia Terra rossa $10,000     |            |           |               |                  |
| 13 agosto | Ted-Firatpen Ladies Open 1997 Istanbul, Turchia Cemento $10,000                      |            |           |               |                  |
| 13 agosto | Ted-Firatpen Ladies Open 1997 Istanbul, Turchia Cemento $10,000                      |            |           |               |                  |
| 18 agosto | ITF Women's Circuit Samutpakarn 1997 Samutpakarn, Thailandia Cemento $10,000         |            |           |               |                  |
| 18 agosto | ITF Women's Circuit Samutpakarn 1997 Samutpakarn, Thailandia Cemento $10,000         |            |           |               |                  |
| 18 agosto | Kiev Ladies Open 1997 Kiev, Ucraina Terra rossa $25,000                              |            |           |               |                  |
| 18 agosto | Kiev Ladies Open 1997 Kiev, Ucraina Terra rossa $25,000                              |            |           |               |                  |
| 19 agosto | ITF Women's Circuit Carrabba 1997 Mascali-Carrabba, Italia Terra rossa $10,000       |            |           |               |                  |
| 19 agosto | ITF Women's Circuit Carrabba 1997 Mascali-Carrabba, Italia Terra rossa $10,000       |            |           |               |                  |
| 20 agosto | Infond Open 1997 Maribor, Slovenia Terra rossa $10,000                               |            |           |               |                  |
| 20 agosto | Infond Open 1997 Maribor, Slovenia Terra rossa $10,000                               |            |           |               |                  |
| 20 agosto | Deza Trophy 1997 Valašské Meziříčí, Repubblica Ceca Terra rossa $10,000              |            |           |               |                  |
| 20 agosto | Deza Trophy 1997 Valašské Meziříčí, Repubblica Ceca Terra rossa $10,000              |            |           |               |                  |
| 25 agosto | ITF Women's Circuit Bangkok 1997 Bangkok, Thailandia Cemento $10,000                 |            |           |               |                  |
| 25 agosto | ITF Women's Circuit Bangkok 1997 Bangkok, Thailandia Cemento $10,000                 |            |           |               |                  |
| 25 agosto | Xenia Athens Open 1997 Atene, Grecia Terra rossa $25,000                             |            |           |               |                  |
| 25 agosto | Xenia Athens Open 1997 Atene, Grecia Terra rossa $25,000                             |            |           |               |                  |
| 25 agosto | Memorial Benito Grassi 1997 Orbetello, Italia Terra rossa $25,000                    |            |           |               |                  |
| 25 agosto | Memorial Benito Grassi 1997 Orbetello, Italia Terra rossa $25,000                    |            |           |               |                  |
| 25 agosto | Kiev Ladies Open 1997 Kiev, Ucraina Terra rossa $10,000                              |            |           |               |                  |
| 25 agosto | Kiev Ladies Open 1997 Kiev, Ucraina Terra rossa $10,000                              |            |           |               |                  |
| 25 agosto | ITF Women's Circuit Guayaquil 1997 Guayaquil, Ecuador Terra rossa $10,000            |            |           |               |                  |
| 25 agosto | ITF Women's Circuit Guayaquil 1997 Guayaquil, Ecuador Terra rossa $10,000            |            |           |               |                  |

## Settembre
| Settimana    | Torneo                                                                             | Vincitrice | Finalista | Semifinaliste | Quarti di finale |
| ------------ | ---------------------------------------------------------------------------------- | ---------- | --------- | ------------- | ---------------- |
| 2 settembre  | Città di Spoleto 1997 Spoleto, Italia Terra rossa $25,000                          |            |           |               |                  |
| 2 settembre  | Città di Spoleto 1997 Spoleto, Italia Terra rossa $25,000                          |            |           |               |                  |
| 3 settembre  | ITF Women's Circuit Supetar 1997 San Pietro di Brazza, Croazia Terra rossa $10,000 |            |           |               |                  |
| 3 settembre  | ITF Women's Circuit Supetar 1997 San Pietro di Brazza, Croazia Terra rossa $10,000 |            |           |               |                  |
| 3 settembre  | ITF Women's Circuit Olsztyn 1997 Olsztyn, Polonia Terra rossa $10,000              |            |           |               |                  |
| 3 settembre  | ITF Women's Circuit Olsztyn 1997 Olsztyn, Polonia Terra rossa $10,000              |            |           |               |                  |
| 3 settembre  | ITF Women's Circuit Lima 1997 Lima, Perù Terra rossa $10,000                       |            |           |               |                  |
| 3 settembre  | ITF Women's Circuit Lima 1997 Lima, Perù Terra rossa $10,000                       |            |           |               |                  |
| 3 settembre  | Ilie Nastase Trophy Cluj Napoca 1997 Cluj-Napoca, Romania Terra rossa $10,000      |            |           |               |                  |
| 3 settembre  | Ilie Nastase Trophy Cluj Napoca 1997 Cluj-Napoca, Romania Terra rossa $10,000      |            |           |               |                  |
| 3 settembre  | ITF Women's Circuit Bad Nauheim 1997 Bad Nauheim, Germania Terra rossa $10,000     |            |           |               |                  |
| 3 settembre  | ITF Women's Circuit Bad Nauheim 1997 Bad Nauheim, Germania Terra rossa $10,000     |            |           |               |                  |
| 8 settembre  | ITF Women's Circuit Kugayama 1997 Kugayama, Giappone Cemento $10,000               |            |           |               |                  |
| 8 settembre  | ITF Women's Circuit Kugayama 1997 Kugayama, Giappone Cemento $10,000               |            |           |               |                  |
| 8 settembre  | Copa Club The Strongest 1997 La Paz, Bolivia Terra rossa $10,000                   |            |           |               |                  |
| 8 settembre  | Copa Club The Strongest 1997 La Paz, Bolivia Terra rossa $10,000                   |            |           |               |                  |
| 8 settembre  | Kiev Ladies Open 1997 Kiev, Ucraina Terra rossa $25,000                            |            |           |               |                  |
| 8 settembre  | Kiev Ladies Open 1997 Kiev, Ucraina Terra rossa $25,000                            |            |           |               |                  |
| 8 settembre  | ITF Women's Circuit Samara 1997 Samara, Russia Cemento $50,000                     |            |           |               |                  |
| 8 settembre  | ITF Women's Circuit Samara 1997 Samara, Russia Cemento $50,000                     |            |           |               |                  |
| 8 settembre  | ITF Women's Circuit Seoul 1997 Seul, Corea del Sud Cemento $50,000                 |            |           |               |                  |
| 8 settembre  | ITF Women's Circuit Seoul 1997 Seul, Corea del Sud Cemento $50,000                 |            |           |               |                  |
| 9 settembre  | Torneo Internacional Ciudad de Alcorcón 1997 Madrid, Spagna Terra rossa $10,000    |            |           |               |                  |
| 9 settembre  | Torneo Internacional Ciudad de Alcorcón 1997 Madrid, Spagna Terra rossa $10,000    |            |           |               |                  |
| 9 settembre  | Internazionali Città di Fano 1997 Fano, Italia Terra rossa $10,000                 |            |           |               |                  |
| 9 settembre  | Internazionali Città di Fano 1997 Fano, Italia Terra rossa $10,000                 |            |           |               |                  |
| 10 settembre | Ilie Nastase Trophy Cluj Napoca 1997 Cluj-Napoca, Romania Terra rossa $10,000      |            |           |               |                  |
| 10 settembre | Ilie Nastase Trophy Cluj Napoca 1997 Cluj-Napoca, Romania Terra rossa $10,000      |            |           |               |                  |
| 10 settembre | Solaris Sibenik Open 1997 Sebenico, Croazia Terra rossa $10,000                    |            |           |               |                  |
| 10 settembre | Solaris Sibenik Open 1997 Sebenico, Croazia Terra rossa $10,000                    |            |           |               |                  |
| 15 settembre | ITF Women's Circuit Taipei 1997 Taipei, Taiwan Cemento $50,000                     |            |           |               |                  |
| 15 settembre | ITF Women's Circuit Taipei 1997 Taipei, Taiwan Cemento $50,000                     |            |           |               |                  |
| 15 settembre | ITF Women's Circuit Santiago 1997 Santiago, Cile Terra rossa $10,000               |            |           |               |                  |
| 15 settembre | ITF Women's Circuit Santiago 1997 Santiago, Cile Terra rossa $10,000               |            |           |               |                  |
| 17 settembre | Biograd Open 1997 Zaravecchia, Croazia Terra rossa $10,000                         |            |           |               |                  |
| 17 settembre | Biograd Open 1997 Zaravecchia, Croazia Terra rossa $10,000                         |            |           |               |                  |
| 17 settembre | Allianz Cup 1997 Sofia, Bulgaria Terra rossa $25,000                               |            |           |               |                  |
| 17 settembre | Allianz Cup 1997 Sofia, Bulgaria Terra rossa $25,000                               |            |           |               |                  |
| 17 settembre | Ilie Nastase Trophy Cluj Napoca 1997 Cluj-Napoca, Romania Terra rossa $10,000      |            |           |               |                  |
| 17 settembre | Ilie Nastase Trophy Cluj Napoca 1997 Cluj-Napoca, Romania Terra rossa $10,000      |            |           |               |                  |
| 22 settembre | ITF Women's Circuit Newport Beach 1997 Newport Beach, USA Cemento $25,000          |            |           |               |                  |
| 22 settembre | ITF Women's Circuit Newport Beach 1997 Newport Beach, USA Cemento $25,000          |            |           |               |                  |
| 22 settembre | Torneo Thessaloniki Tennis Club 1997 Salonicco, Grecia Terra rossa $50,000         |            |           |               |                  |
| 22 settembre | Torneo Thessaloniki Tennis Club 1997 Salonicco, Grecia Terra rossa $50,000         |            |           |               |                  |
| 22 settembre | ITF Women's Circuit Tucuman 1997 Tucumán, Argentina Terra rossa $25,000            |            |           |               |                  |
| 22 settembre | ITF Women's Circuit Tucuman 1997 Tucumán, Argentina Terra rossa $25,000            |            |           |               |                  |
| 23 settembre | AEGON Pro Series Sunderland 1997 Sunderland, Gran Bretagna Sintetico $10,000       |            |           |               |                  |
| 23 settembre | AEGON Pro Series Sunderland 1997 Sunderland, Gran Bretagna Sintetico $10,000       |            |           |               |                  |
| 24 settembre | ITF Women's Circuit Bucharest 1997 Bucarest, Romania Terra rossa $25,000           |            |           |               |                  |
| 24 settembre | ITF Women's Circuit Bucharest 1997 Bucarest, Romania Terra rossa $25,000           |            |           |               |                  |
| 24 settembre | Zaton Open 1997 Zara, Croazia Terra rossa $10,000                                  |            |           |               |                  |
| 24 settembre | Zaton Open 1997 Zara, Croazia Terra rossa $10,000                                  |            |           |               |                  |
| 24 settembre | ITF Women's Circuit Albena 1997 Albena, Bulgaria Terra rossa $10,000               |            |           |               |                  |
| 24 settembre | ITF Women's Circuit Albena 1997 Albena, Bulgaria Terra rossa $10,000               |            |           |               |                  |
| 29 settembre | ITF Women's Circuit Santa Clara 1997 Santa Clara, USA Cemento $50,000              |            |           |               |                  |
| 29 settembre | ITF Women's Circuit Santa Clara 1997 Santa Clara, USA Cemento $50,000              |            |           |               |                  |
| 29 settembre | ITF Women's Circuit Buenos Aires 1997 Buenos Aires, Argentina Terra rossa $10,000  |            |           |               |                  |
| 29 settembre | ITF Women's Circuit Buenos Aires 1997 Buenos Aires, Argentina Terra rossa $10,000  |            |           |               |                  |
| 30 settembre | ITF Women's Circuit Nottingham 1997 Nottingham, Gran Bretagna Cemento $10,000      |            |           |               |                  |
| 30 settembre | ITF Women's Circuit Nottingham 1997 Nottingham, Gran Bretagna Cemento $10,000      |            |           |               |                  |
| 30 settembre | ITF Women's Circuit Lerida 1997 Lleida, Spagna Terra rossa $10,000                 |            |           |               |                  |
| 30 settembre | ITF Women's Circuit Lerida 1997 Lleida, Spagna Terra rossa $10,000                 |            |           |               |                  |
| 30 settembre | Trofeo Città di Lecce 1997 Lecce, Italia Terra rossa $10,000                       |            |           |               |                  |
| 30 settembre | Trofeo Città di Lecce 1997 Lecce, Italia Terra rossa $10,000                       |            |           |               |                  |
| 30 settembre | Tbilisi Open 1997 Tbilisi, Georgia Terra rossa $10,000                             |            |           |               |                  |
| 30 settembre | Tbilisi Open 1997 Tbilisi, Georgia Terra rossa $10,000                             |            |           |               |                  |
| 30 settembre | ITF Women's Circuit Langenthal 1997 Langenthal, Svizzera Sintetico $10,000         |            |           |               |                  |
| 30 settembre | ITF Women's Circuit Langenthal 1997 Langenthal, Svizzera Sintetico $10,000         |            |           |               |                  |

## Ottobre
| Settimana  | Torneo                                                                                              | Vincitrice | Finalista | Semifinaliste | Quarti di finale |
| ---------- | --------------------------------------------------------------------------------------------------- | ---------- | --------- | ------------- | ---------------- |
| 1º ottobre | ITF Women's Circuit Otocec 1997 Otočec, Slovenia Terra rossa $25,000                                |            |           |               |                  |
| 1º ottobre | ITF Women's Circuit Otocec 1997 Otočec, Slovenia Terra rossa $25,000                                |            |           |               |                  |
| 1º ottobre | ITF Women's Circuit Messico City 1997 Città del Messico, Messico Cemento $10,000                    |            |           |               |                  |
| 1º ottobre | ITF Women's Circuit Messico City 1997 Città del Messico, Messico Cemento $10,000                    |            |           |               |                  |
| 6 ottobre  | Torneo Thessaloniki Tennis Club 1997 Salonicco, Grecia Cemento $10,000                              |            |           |               |                  |
| 6 ottobre  | Torneo Thessaloniki Tennis Club 1997 Salonicco, Grecia Cemento $10,000                              |            |           |               |                  |
| 6 ottobre  | ITF Women's Circuit Montevideo 1997 Montevideo, Uruguay Terra rossa $10,000                         |            |           |               |                  |
| 6 ottobre  | ITF Women's Circuit Montevideo 1997 Montevideo, Uruguay Terra rossa $10,000                         |            |           |               |                  |
| 7 ottobre  | ITF Women's Circuit Biel 1997 Bienne, Svizzera Sintetico $10,000                                    |            |           |               |                  |
| 7 ottobre  | ITF Women's Circuit Biel 1997 Bienne, Svizzera Sintetico $10,000                                    |            |           |               |                  |
| 7 ottobre  | Batumi Open 1997 Batumi, Georgia Erba $10,000                                                       |            |           |               |                  |
| 7 ottobre  | Batumi Open 1997 Batumi, Georgia Erba $10,000                                                       |            |           |               |                  |
| 7 ottobre  | ITF Women's Circuit Sedona 1997 Sedona, USA Cemento $50,000                                         |            |           |               |                  |
| 7 ottobre  | ITF Women's Circuit Sedona 1997 Sedona, USA Cemento $50,000                                         |            |           |               |                  |
| 7 ottobre  | Open Catalunya 1997 Gerona, Spagna Terra rossa $10,000                                              |            |           |               |                  |
| 7 ottobre  | Open Catalunya 1997 Gerona, Spagna Terra rossa $10,000                                              |            |           |               |                  |
| 7 ottobre  | ITF Women's Circuit Tampico 1997 Tampico, Messico Cemento $25,000                                   |            |           |               |                  |
| 7 ottobre  | ITF Women's Circuit Tampico 1997 Tampico, Messico Cemento $25,000                                   |            |           |               |                  |
| 8 ottobre  | ITF Women's Circuit Saga 1997 Saga, Giappone Erba $25,000                                           |            |           |               |                  |
| 8 ottobre  | ITF Women's Circuit Saga 1997 Saga, Giappone Erba $25,000                                           |            |           |               |                  |
| 13 ottobre | ITF Women's Circuit Asuncion 1997 Asunción, Paraguay Terra rossa $10,000                            |            |           |               |                  |
| 13 ottobre | ITF Women's Circuit Asuncion 1997 Asunción, Paraguay Terra rossa $10,000                            |            |           |               |                  |
| 14 ottobre | ITF Women's Circuit Indian Wells 1997 Indian Wells, USA Cemento $25,000                             |            |           |               |                  |
| 14 ottobre | ITF Women's Circuit Indian Wells 1997 Indian Wells, USA Cemento $25,000                             |            |           |               |                  |
| 14 ottobre | ITF Women's Circuit Siauliai 1997 Šiauliai, Lituania Sintetico $10,000                              |            |           |               |                  |
| 14 ottobre | ITF Women's Circuit Siauliai 1997 Šiauliai, Lituania Sintetico $10,000                              |            |           |               |                  |
| 14 ottobre | ITF Women's Circuit Nicosia 1997 Nicosia, Cipro Terra rossa $10,000                                 |            |           |               |                  |
| 14 ottobre | ITF Women's Circuit Nicosia 1997 Nicosia, Cipro Terra rossa $10,000                                 |            |           |               |                  |
| 14 ottobre | ITF Femenil Britania Coatzacoalcos 1997 Coatzacoalcos, Messico Cemento $10,000                      |            |           |               |                  |
| 14 ottobre | ITF Femenil Britania Coatzacoalcos 1997 Coatzacoalcos, Messico Cemento $10,000                      |            |           |               |                  |
| 14 ottobre | Open International de la Ville de Saint Raphael 1997 Saint-Raphaël, Francia Cemento $10,000         |            |           |               |                  |
| 14 ottobre | Open International de la Ville de Saint Raphael 1997 Saint-Raphaël, Francia Cemento $10,000         |            |           |               |                  |
| 15 ottobre | ITF Women's Circuit Haibara 1997 Haibara, Giappone Sintetico $10,000                                |            |           |               |                  |
| 15 ottobre | ITF Women's Circuit Haibara 1997 Haibara, Giappone Sintetico $10,000                                |            |           |               |                  |
| 15 ottobre | ITF Women's Circuit Flensburg 1997 Flensburgo, Germania Sintetico $25,000                           |            |           |               |                  |
| 15 ottobre | ITF Women's Circuit Flensburg 1997 Flensburgo, Germania Sintetico $25,000                           |            |           |               |                  |
| 15 ottobre | AEGON Pro Series Southampton 1997 Southampton, Gran Bretagna Sintetico $50,000                      |            |           |               |                  |
| 15 ottobre | AEGON Pro Series Southampton 1997 Southampton, Gran Bretagna Sintetico $50,000                      |            |           |               |                  |
| 20 ottobre | ITF Women's Circuit Novo Hamburgo 1997 Novo Hamburgo, Brasile Cemento $10,000                       |            |           |               |                  |
| 20 ottobre | ITF Women's Circuit Novo Hamburgo 1997 Novo Hamburgo, Brasile Cemento $10,000                       |            |           |               |                  |
| 21 ottobre | ITF Women's Circuit Ceuta 1997 Ceuta, Spagna Cemento $10,000                                        |            |           |               |                  |
| 21 ottobre | ITF Women's Circuit Ceuta 1997 Ceuta, Spagna Cemento $10,000                                        |            |           |               |                  |
| 21 ottobre | ITF Women's Circuit Puerto Vallarta 1997 Puerto Vallarta, Messico Cemento $10,000                   |            |           |               |                  |
| 21 ottobre | ITF Women's Circuit Puerto Vallarta 1997 Puerto Vallarta, Messico Cemento $10,000                   |            |           |               |                  |
| 21 ottobre | Open GDF Suez de Touraine 1997 Joué-lès-Tours, Francia Cemento $10,000                              |            |           |               |                  |
| 21 ottobre | Open GDF Suez de Touraine 1997 Joué-lès-Tours, Francia Cemento $10,000                              |            |           |               |                  |
| 21 ottobre | ITF Women's Circuit Houston 1997 Houston, USA Cemento $50,000                                       |            |           |               |                  |
| 21 ottobre | ITF Women's Circuit Houston 1997 Houston, USA Cemento $50,000                                       |            |           |               |                  |
| 22 ottobre | ITF Women's Circuit Jurmala 1997 Jūrmala, Lettonia Sintetico $10,000                                |            |           |               |                  |
| 22 ottobre | ITF Women's Circuit Jurmala 1997 Jūrmala, Lettonia Sintetico $10,000                                |            |           |               |                  |
| 27 ottobre | ITF Women's Circuit Ramat HaSharon 1997 Ramat HaSharon, Israele Cemento $25,000                     |            |           |               |                  |
| 27 ottobre | ITF Women's Circuit Ramat HaSharon 1997 Ramat HaSharon, Israele Cemento $25,000                     |            |           |               |                  |
| 27 ottobre | ITF Women's Circuit Sao Paulo 1997 San Paolo, Brasile Terra rossa $25,000                           |            |           |               |                  |
| 27 ottobre | ITF Women's Circuit Sao Paulo 1997 San Paolo, Brasile Terra rossa $25,000                           |            |           |               |                  |
| 27 ottobre | Circuito Feminino de Tenis do Estado de São Paulo 1997 Mogi das Cruzes, Brasile Terra rossa $25,000 |            |           |               |                  |
| 27 ottobre | Circuito Feminino de Tenis do Estado de São Paulo 1997 Mogi das Cruzes, Brasile Terra rossa $25,000 |            |           |               |                  |
| 28 ottobre | Stockholm Ladies 1997 Stoccolma, Svezia Sintetico $10,000                                           |            |           |               |                  |
| 28 ottobre | Stockholm Ladies 1997 Stoccolma, Svezia Sintetico $10,000                                           |            |           |               |                  |
| 28 ottobre | Internationaux Féminins de la Vienne 1997 Poitiers, Francia Cemento $50,000                         |            |           |               |                  |
| 28 ottobre | Internationaux Féminins de la Vienne 1997 Poitiers, Francia Cemento $50,000                         |            |           |               |                  |
| 28 ottobre | ITF Women's Circuit Austin 1997 Austin, USA Cemento $75,000                                         |            |           |               |                  |
| 28 ottobre | ITF Women's Circuit Austin 1997 Austin, USA Cemento $75,000                                         |            |           |               |                  |
| 28 ottobre | ITF Women's Circuit Culiacan 1997 Culiacán, Messico Cemento $10,000                                 |            |           |               |                  |
| 28 ottobre | ITF Women's Circuit Culiacan 1997 Culiacán, Messico Cemento $10,000                                 |            |           |               |                  |
| 29 ottobre | AEGON Pro Series Edinburgh 1997 Edimburgo, Gran Bretagna Cemento $25,000                            |            |           |               |                  |
| 29 ottobre | AEGON Pro Series Edinburgh 1997 Edimburgo, Gran Bretagna Cemento $25,000                            |            |           |               |                  |
| 29 ottobre | Altea Star Cup 1997 Minsk, Bielorussia Sintetico $10,000                                            |            |           |               |                  |
| 29 ottobre | Altea Star Cup 1997 Minsk, Bielorussia Sintetico $10,000                                            |            |           |               |                  |

## Novembre
| Settimana   | Torneo                                                                                          | Vincitrice | Finalista | Semifinaliste | Quarti di finale |
| ----------- | ----------------------------------------------------------------------------------------------- | ---------- | --------- | ------------- | ---------------- |
| 3 novembre  | ITF Women's Circuit Beijing 1997 Pechino, Cina Cemento $25,000                                  |            |           |               |                  |
| 3 novembre  | ITF Women's Circuit Beijing 1997 Pechino, Cina Cemento $25,000                                  |            |           |               |                  |
| 3 novembre  | ITF Women's Circuit Moulins 1997 Moulins, Francia Cemento $10,000                               |            |           |               |                  |
| 3 novembre  | ITF Women's Circuit Moulins 1997 Moulins, Francia Cemento $10,000                               |            |           |               |                  |
| 3 novembre  | ITF Women's Circuit Suzano 1997 Suzano, Brasile Terra rossa $10,000                             |            |           |               |                  |
| 3 novembre  | ITF Women's Circuit Suzano 1997 Suzano, Brasile Terra rossa $10,000                             |            |           |               |                  |
| 3 novembre  | ITF Women's Circuit Santo Domingo 1997 Santo Domingo, Repubblica Dominicana Terra rossa $10,000 |            |           |               |                  |
| 3 novembre  | ITF Women's Circuit Santo Domingo 1997 Santo Domingo, Repubblica Dominicana Terra rossa $10,000 |            |           |               |                  |
| 10 novembre | Hotel do Frade ITF Challeneger 1997 Rio de Janeiro, Brasile Terra rossa $10,000                 |            |           |               |                  |
| 10 novembre | Hotel do Frade ITF Challeneger 1997 Rio de Janeiro, Brasile Terra rossa $10,000                 |            |           |               |                  |
| 10 novembre | Open de Havre 1997 Le Havre, Francia Terra rossa $10,000                                        |            |           |               |                  |
| 10 novembre | Open de Havre 1997 Le Havre, Francia Terra rossa $10,000                                        |            |           |               |                  |
| 11 novembre | City of Mount Gambier Blue Lake Women's Classic 1997 Mount Gambier, Australia Cemento $25,000   |            |           |               |                  |
| 11 novembre | City of Mount Gambier Blue Lake Women's Classic 1997 Mount Gambier, Australia Cemento $25,000   |            |           |               |                  |
| 12 novembre | Smart ITF Women's Circuit Manila 1997 Manila, Filippine Cemento $10,000                         |            |           |               |                  |
| 12 novembre | Smart ITF Women's Circuit Manila 1997 Manila, Filippine Cemento $10,000                         |            |           |               |                  |
| 17 novembre | ITF Women's Circuit Jaffa 1997 Giaffa, Israele Cemento $10,000                                  |            |           |               |                  |
| 17 novembre | ITF Women's Circuit Jaffa 1997 Giaffa, Israele Cemento $10,000                                  |            |           |               |                  |
| 17 novembre | ITF Women's Circuit Sao Paulo 1997 San Paolo, Brasile Cemento $10,000                           |            |           |               |                  |
| 17 novembre | ITF Women's Circuit Sao Paulo 1997 San Paolo, Brasile Cemento $10,000                           |            |           |               |                  |
| 17 novembre | ITF Women's Circuit Caracas 1997 Caracas, Venezuela Cemento $10,000                             |            |           |               |                  |
| 17 novembre | ITF Women's Circuit Caracas 1997 Caracas, Venezuela Cemento $10,000                             |            |           |               |                  |
| 17 novembre | Open Waterford Wedgwood 1997 Deauville, Francia Sintetico $10,000                               |            |           |               |                  |
| 17 novembre | Open Waterford Wedgwood 1997 Deauville, Francia Sintetico $10,000                               |            |           |               |                  |
| 19 novembre | Smart ITF Women's Circuit Manila 1997 Manila, Filippine Cemento $10,000                         |            |           |               |                  |
| 19 novembre | Smart ITF Women's Circuit Manila 1997 Manila, Filippine Cemento $10,000                         |            |           |               |                  |
| 19 novembre | Nyrstar Port Pirie Tennis International 1997 Port Pirie, Australia Cemento $25,000              |            |           |               |                  |
| 19 novembre | Nyrstar Port Pirie Tennis International 1997 Port Pirie, Australia Cemento $25,000              |            |           |               |                  |
| 24 novembre | ITF Women's Circuit Nuriootpa 1997 Nuriootpa, Australia Cemento $25,000                         |            |           |               |                  |
| 24 novembre | ITF Women's Circuit Nuriootpa 1997 Nuriootpa, Australia Cemento $25,000                         |            |           |               |                  |
| 24 novembre | ITF Women's Circuit Campinas 1997 Campinas, Brasile Terra rossa $10,000                         |            |           |               |                  |
| 24 novembre | ITF Women's Circuit Campinas 1997 Campinas, Brasile Terra rossa $10,000                         |            |           |               |                  |
| 25 novembre | Trofeo Ca'n Simo 1997 Maiorca, Spagna Terra rossa $10,000                                       |            |           |               |                  |
| 25 novembre | Trofeo Ca'n Simo 1997 Maiorca, Spagna Terra rossa $10,000                                       |            |           |               |                  |

## Dicembre
| Settimana   | Torneo                                                                       | Vincitrice | Finalista | Semifinaliste | Quarti di finale |
| ----------- | ---------------------------------------------------------------------------- | ---------- | --------- | ------------- | ---------------- |
| 1º dicembre | Cergy Pontoise Challenger 1997 Cergy-Pontoise, Francia Cemento $50,000       |            |           |               |                  |
| 1º dicembre | Cergy Pontoise Challenger 1997 Cergy-Pontoise, Francia Cemento $50,000       |            |           |               |                  |
| 1º dicembre | ITF Women's Circuit Pretoria 1997 Pretoria, Sudafrica Cemento $10,000        |            |           |               |                  |
| 1º dicembre | ITF Women's Circuit Pretoria 1997 Pretoria, Sudafrica Cemento $10,000        |            |           |               |                  |
| 1º dicembre | ITF Women's Circuit Cairo 1997 Il Cairo, Egitto Terra rossa $10,000          |            |           |               |                  |
| 1º dicembre | ITF Women's Circuit Cairo 1997 Il Cairo, Egitto Terra rossa $10,000          |            |           |               |                  |
| 2 dicembre  | Trofeo Ca'n Simo 2 1997 Maiorca, Spagna Terra rossa $10,000                  |            |           |               |                  |
| 2 dicembre  | Trofeo Ca'n Simo 2 1997 Maiorca, Spagna Terra rossa $10,000                  |            |           |               |                  |
| 8 dicembre  | ITF Women's Circuit Ismailia 1997 Ismailia, Egitto Terra rossa $10,000       |            |           |               |                  |
| 8 dicembre  | ITF Women's Circuit Ismailia 1997 Ismailia, Egitto Terra rossa $10,000       |            |           |               |                  |
| 9 dicembre  | Solverde Tenis Cup 1997 Espinho, Portogallo Terra rossa $10,000              |            |           |               |                  |
| 9 dicembre  | Solverde Tenis Cup 1997 Espinho, Portogallo Terra rossa $10,000              |            |           |               |                  |
| 10 dicembre | ITF Women's Circuit Bogota 1997 Bogotà, Colombia Terra rossa $25,000         |            |           |               |                  |
| 10 dicembre | ITF Women's Circuit Bogota 1997 Bogotà, Colombia Terra rossa $25,000         |            |           |               |                  |
| 10 dicembre | NH Trans Ladies Indoor 1997 Ostrava, Repubblica Ceca Sintetico $10,000       |            |           |               |                  |
| 10 dicembre | NH Trans Ladies Indoor 1997 Ostrava, Repubblica Ceca Sintetico $10,000       |            |           |               |                  |
| 10 dicembre | ITF Women's Circuit Bad Gogging 1997 Bad Gögging, Germania Sintetico $50,000 |            |           |               |                  |
| 10 dicembre | ITF Women's Circuit Bad Gogging 1997 Bad Gögging, Germania Sintetico $50,000 |            |           |               |                  |
| 15 dicembre | Estoril Open 1997 Estoril, Portogallo Sintetico $10,000                      |            |           |               |                  |
| 15 dicembre | Estoril Open 1997 Estoril, Portogallo Sintetico $10,000                      |            |           |               |                  |